# Anthaxia jenisi
Anthaxia jenisi es una especie de escarabajo del género Anthaxia, familia Buprestidae. Fue descrita científicamente por Bílý en 1006.